# 481 Emita
481 Emita је астероид главног астероидног појаса чија средња удаљеност од Сунца износи 2,740 астрономских јединица (АЈ).
Апсолутна магнитуда астероида је 8,6 а геометријски албедо 0,248.